# 대의원 (말레이시아)

대의원(Dewan Rakyat, 영어 House of Representatives)은 말레이시아의 하원이다. 원로원과 함께 양원제를 구성한다.

## 개요
- 설립 연도 = 1959년
- 임기 = 5년(해산 있음)
- 정수 = 222석
- 선거제도 = 소선거구제

## 역대 총선 결과
- 2008년 3월 8일 = 국민전선(여당 연합) 140석, 국민정의당 31석, 민주행동당 28석, 범말레이시아이슬람당 23석.
- 2013년 5월6일 = 국민전선 133석, 인민동맹 89석.
- 2018년 5월10일 = 희망연맹 113석,  국민전선 79석, 범말레이시아이슬람당 18석, 다른 당사자 및 독립 12석.